# Suzuki VZ 800 Marauder
Suzuki VZ 800 Marauder är en motorcykel som tillverkades av Suzuki i Japan mellan 1996 och 2003. Den är en custommotorcykel med vätskekyld V2-motor (45°) på 50 hk (37 kW) eller 53 hk (39 kW). Motorcykeln baserades på den kardandrivna Suzuki Intruder 800, men är till skillnad från denna modell kedjedriven. Suzuki VZ800 Marauder efterträddes av Suzuki Intruder M800.